# 矢野繁树
矢野繁树（日语：／ Yano Shigeki，1976年3月2日—），日本男子田径运动员。他曾代表日本参加1996年、2000年和2004年夏季残疾人奥林匹克运动会田径比赛，其中2000年夏季残奥会获得一枚银牌。